# Энгборг, Матс-Ола
Матс-О́ла Э́йнар Э́нгборг (швед. Mats-Ola Einar Engborg; род. 1 мая 1957, Транос, Йёнчёпинг) — шведский кёрлингист на колясках
В составе сборной Швеции участник зимних Паралимпийских игр 2018 (заняли десятое место) и 2022 (серебряные призёры), а также чемпионатов мира. Неоднократный чемпион Швеции.
В «командном» кёрлинге на колясках (команда из четырёх человек) играет на позициях второго и третьего.

## Достижения
- Зимние Паралимпийские игры: серебро (2022).
- Чемпионат мира по кёрлингу на колясках: серебро (2021), бронза (2020).
- Чемпионат Швеции по кёрлингу на колясках: золото (2018, 2020, 2025), серебро (2015, 2016), бронза (2017, 2019).
- Чемпионат Швеции по кёрлингу на колясках среди смешанных пар: бронза (2025).

## Команды
| Сезон                                   | Четвёртый            | Третий           | Второй             | Первый             | Запасной                                     | Турниры               |
| --------------------------------------- | -------------------- | ---------------- | ------------------ | ------------------ | -------------------------------------------- | --------------------- |
| 2014—15                                 | Вильо Петерссон-Даль | Матс-Ола Энгборг | Sara Lang          | Tommy Andersson    | Jenny Sjöstrand тренер: Mikael Petersson     | ЧШК 2015              |
| 2015—16                                 | Вильо Петерссон-Даль | Матс-Ола Энгборг | Sara Lang          | Tommy Andersson    |                                              | ЧШК 2016              |
| 2016—17                                 | Вильо Петерссон-Даль | Sara Lang        | Матс-Ола Энгборг   | Tommy Andersson    | тренер: Mikael Petersson                     | ЧШК 2017              |
| 2017—18                                 | Вильо Петерссон-Даль | Матс-Ола Энгборг | Sebastian Blomberg | Tommy Andersson    |                                              | ЧШК 2018              |
| 2017—18                                 | Вильо Петерссон-Даль | Ронни Перссон    | Матс-Ола Энгборг   | Кристина Уландер   | Сандра Реппе тренеры: Петер Наруп, Mia Boman | ЗПИ 2018 (10 место)   |
| 2018—19                                 | Вильо Петерссон-Даль | Кристина Уландер | Матс-Ола Энгборг   | Сандра Реппе       | Sebastian Blomberg тренер: Элисон Кревьязак  | ЧМК-Б 2018 (5 место)  |
| 2018—19                                 | Вильо Петерссон-Даль | Матс-Ола Энгборг | Sebastian Blomberg | Tommy Andersson    |                                              | ЧШК 2019              |
| 2019—20                                 | Вильо Петерссон-Даль | Матс-Ола Энгборг | Sebastian Blomberg | Tommy Andersson    |                                              | ЧШК 2020              |
| 2019—20                                 | Вильо Петерссон-Даль | Матс-Ола Энгборг | Ронни Перссон      | Кристина Уландер   | Сандра Реппе тренер: Элисон Кревьязак        | ЧМК-Б 2019 · ЧМК 2020 |
| 2020—21                                 | Вильо Петерссон-Даль | Ронни Перссон    | Матс-Ола Энгборг   | Кристина Уландер   | Сабина Юханссон тренер: Элисон Кревьязак     | ЧМК 2021              |
| 2021—22                                 | Вильо Петерссон-Даль | Ронни Перссон    | Матс-Ола Энгборг   | Кристина Уландер   | Сабина Юханссон тренер: Элисон Кревьязак     | ЗПИ 2022              |
| 2023—24                                 | Вильо Петерссон-Даль | Матс-Ола Энгборг | Sebastian Blomberg | Tommy Andersson    |                                              | ЧШК 2024 (4 место)    |
| 2024—25                                 | Вильо Петерссон-Даль | Матс-Ола Энгборг | Tommy Andersson    | Sebastian Blomberg |                                              | ЧШК 2025              |
| Кёрлинг на колясках среди смешанных пар |                      |                  |                    |                    |                                              |                       |
| 2023—24                                 | Матс-Ола Энгборг     | Hans Petersson   |                    |                    |                                              | ЧШКСП 2024 (6 место)  |
| 2024—25                                 | Tommy Andersson      | Матс-Ола Энгборг |                    |                    |                                              | ЧШКСП 2025            |

(скипы выделены полужирным шрифтом)